# Maria Zoll-Czarnecka

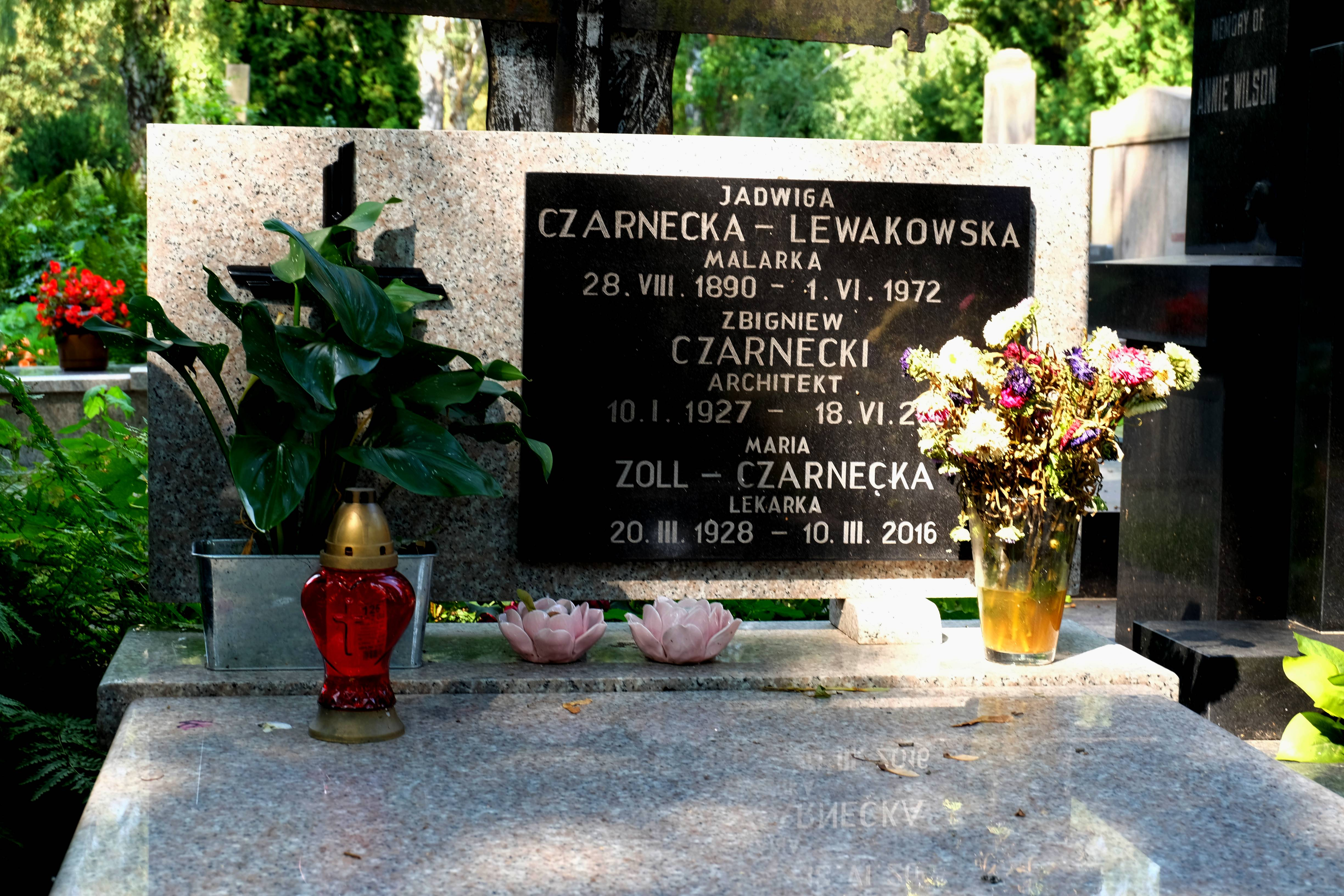
Grób dr Marii Zoll-Czarneckiej na cmentarzu ewangelicko-reformowanym w Warszawie

Maria Zoll-Czarnecka (ur. 20 marca 1928, zm. 10 marca 2016) – polska lekarka, założycielka Przychodni dla Ludzi Bezdomnych w Warszawie.

## Życiorys
Była jedną z ośmiorga dzieci Fryderyka (1889–1986, oficer, inżynier) i Irmy z domu Niemczewskiej; siostra m.in. Fryderyka (1924–1944, ps. „Chochołowski”) i Feliksa (1925–1944, ps. „Stefan”), którzy polegli w powstaniu warszawskim oraz Andrzeja (ur. 1942, prawnik). W czasie powstania warszawskiego opatrywała rannych jako sanitariuszka. W styczniu 1952 roku wyszła za mąż za Zbigniewa Czarneckiego (1927-2001), syna architektów Janiny Czarneckiej (1898-1974) i Władysława Czarneckiego (1895-1983). Po wojnie już jako lekarz była wielolenim pracownikiem Szpitala Dziecięcego przy ul. Niekłańskiej, gdzie w 1980 organizowała zakładową „Solidarność”. W okresie stanu wojennego działała w Prymasowskim Komitecie Pomocy Osobom Pozbawionym Wolności i Ich Rodzinom. Po transformacji systemowej w Polsce wraz z dr Moniką Madalińską była organizatorką warszawskiej Przychodni dla Ludzi Bezdomnych w ramach Stowarzyszenia „Lekarze Nadziei”. W 2014 Maria Zoll-Czarnecka i Monika Madalińska zostały za „zorganizowanie i długoletnie prowadzenie poradni lekarskiej dla bezdomnych w Warszawie” uhonorowane Nagrodą im. Ireny i Karola Dowoyna-Sylwestrowiczów przyznaną im przez Fundację Polcul im. Jerzego Bonieckiego. Zmarła 10 marca 2016. 17 marca 2016 została pochowana na Cmentarzu Ewangelicko-Reformowanym przy ul. Żytniej 42 w grobie rodzinnym (kwatera 2-5-8).

## Wybrane odznaczenia
- Krzyż Komandorski Orderu Odrodzenia Polski[8].
- Odznaka honorowa „Za Zasługi dla Ochrony Praw Człowieka”[11].